# Oval (metrostation)
Oval is een station van de metro van Londen aan de Northern Line. Het station is geopend in 1890 door de City & South London Railway.

## Geschiedenis

### City and South London Railway
In 1884 kreeg de City of Londen and Southwark Subway (CL&SS) de vergunning voor een ondergrondse lijn tussen King William Street en Elephant & Castle. De aanleg begon in 1886 en in 1887 werd de verlenging tot Stockwell, waaronder Oval, goedgekeurd. In tegenstelling tot de eerder gebouwde metrolijnen die met de openbouwputmethode werden aangelegd moesten de tunnels naar het zuiden op grote diepte geboord worden waarmee de lijn de eerste “Tube” van Londen werd. Veel van de werkzaamheden werden uitgevoerd via de schachten die later voor de liften voor reizigers worden gebruikt. Het stationsgebouw was ontworpen door T.P. Figgis met elementen van de arts-and-craftsbeweging en bakstenen muren, vergelijkbaar met dat van Kennington. Op 25 juli 1890 werd de naam van de CL&SS gewijzigd in City and South London Railway (C&SLR) toen de concessie werd verlengd tot Clapham Common. 4 november 1890 volgde de opening van de lijn door de Prins van Wales, de reizigersdienst begon op 18 december 1890.

### Underground Electric Railways Company of London Limited (UERL)
In 1913 kwam C&SLR in handen van de UERL die op de noordelijke oever van de theems sinds 1902 meerdere metrolijnen in geboorde tunnels (tubes) had gebouwd. De tunnels van de C&SLR kenden echter een kleine diameter en derhalve krappe metrostellen. UERL wilde de tunnels verbreden om het moderne materieel, zoals op haar andere lijnen, te kunnen inzetten. De toestemming voor de ombouw kwam nog in 1913 maar de Eerste Wereldoorlog betekende opschorting van de ombouw, op 28 november 1923 werd het station alsnog gesloten voor ombouw.  Bovengronds werd onder leiding van Charles Holden een nieuw stationsgebouw in plaats van het eerdere gebouwd. De nieuwe indeling, met een ingang geflankeerd door winkels, was de basis voor het standaardontwerp dat tussen 1924 en 1926 is toegepast bij de stations ten zuiden van Clapham Common. 

### London Transport
In 1933 werd het OV genationaliseerd in het London Passenger Transport Board (LPTB) en in 1937 werd de lijn Northern Line genoemd ondanks dat de lijn toen vooral het zuiden bediende. De naam is een verwijzing naar het Northern Heights project in het noorden van de stad dat door verlengingen van de lijn naar het noorden op de metro zou worden aangesloten. Een jaar later lag er een plan voor een grootprofiellijn tussen Golders Green en de zuidelijke voorsteden. De tunnel moest onder de West-End tak van de Northern Line lopen. LPTB kreeg geen fondsen voor de aanleg maar toen de Tweede Wereldoorlog uitbrak werd toestemming gegeven voor de ruwbouw van de stations onder voorwaarde dat ze gedurende de oorlog als schuilkelder gebruikt konden worden. De schuilkelder bij Oval werd wegens geologische problemen nooit voltooid maar de beoogde ingang is terug te vinden bij het Kennington monument tegenover het station. In 1946 lag er weer een voorstel voor een tweede metrolijn onder het station, deze tunnel nr 10 kwam er evenmin. In 2007 werd de gevel van het station vernieuwd met gepolijste grijze stenen waarmee het een moderne variant van het standaardontwerp uit 1923 werd. 

## Ligging en inrichting
Het station dankt zijn naam aan het nabijgelegen cricketstadion The Oval ongeveer 150 meter ten westen van het station. Het stationsgebouw staat op de hoek van de Kennington Park Road en de Harleyford street bij de zuidwest hoek van Kennington Park. Aan de overkant van Kennington Park Road staat de St Mark's Church. De stationshal is betegeld met tegels met afbeeldingen van cricketers in verschillende posities. In 2004 begon het stationspersoneel een schoolbord te gebruiken om een handgeschreven "gedachte van de dag" uit de Tao Te Ching mee te geven aan de reizigers. Dit idee werd vervolgens overgenomen door andere metrostations zoals North Greenwich, waar de inhoud betrekking heeft op evenementen in de nabijgelegen O2 Arena. Op 21 juli 2005 ontplofte om 12:30 uur een ontsteker zonder dat de betreffende bom afging. Het was een van de ontploffingen van de aanslagen in Londen op 21 juli 2005. 

## Televisie
Het station kwam voor in de eerste en tweede aflevering van de televisieserie Survivors: The Lights of London, die op 14 en 21 april 1976 werden uitgezonden door BBC One. De opnames vonden echter plaats in de wel gebouwde schuilkelder bij Camden Town